# О Сан Ин
О Санин  (кор. 오상은, 13 квітня 1977) — південнокорейський настільний тенісист, олімпійський медаліст.

## Виступи на Олімпіадах
| Олімпіада   | Дисципліна       | Місце |
| ----------- | ---------------- | ----- |
| Сідней 2000 | парний розряд    | =5    |
| Афіни 2004  | одиночний розряд | =9    |
| Афіни 2004  | парний розряд    | =9    |
| Пекін 2008  | одиночний розряд | =5    |
| Пекін 2008  | командний розряд | 3     |
| Лондон 2012 | одиночний розряд | =9    |
| Лондон 2012 | командний розряд | 2     |